# Auquin Punta
Auquin Punta (en quechua: Awkin Punta, príncipe awki; figura mítica de la cultura andina; abuelo, sufijo -na, pico local quechua punta; cresta; primero, antes, frente a, romanizado como Auquin Punta) es un sitio arqueológico con tumbas de piedra (chullpa) en Perú ubicado en el distrito de Jacas Grande, provincia de Huamalíes en la región de Huánuco.
Está situado a una altitud de unos 3.932 m (12.900 pies) sobre el pueblo de Carhuapata (Qarwapata).